# Helmut Ruska

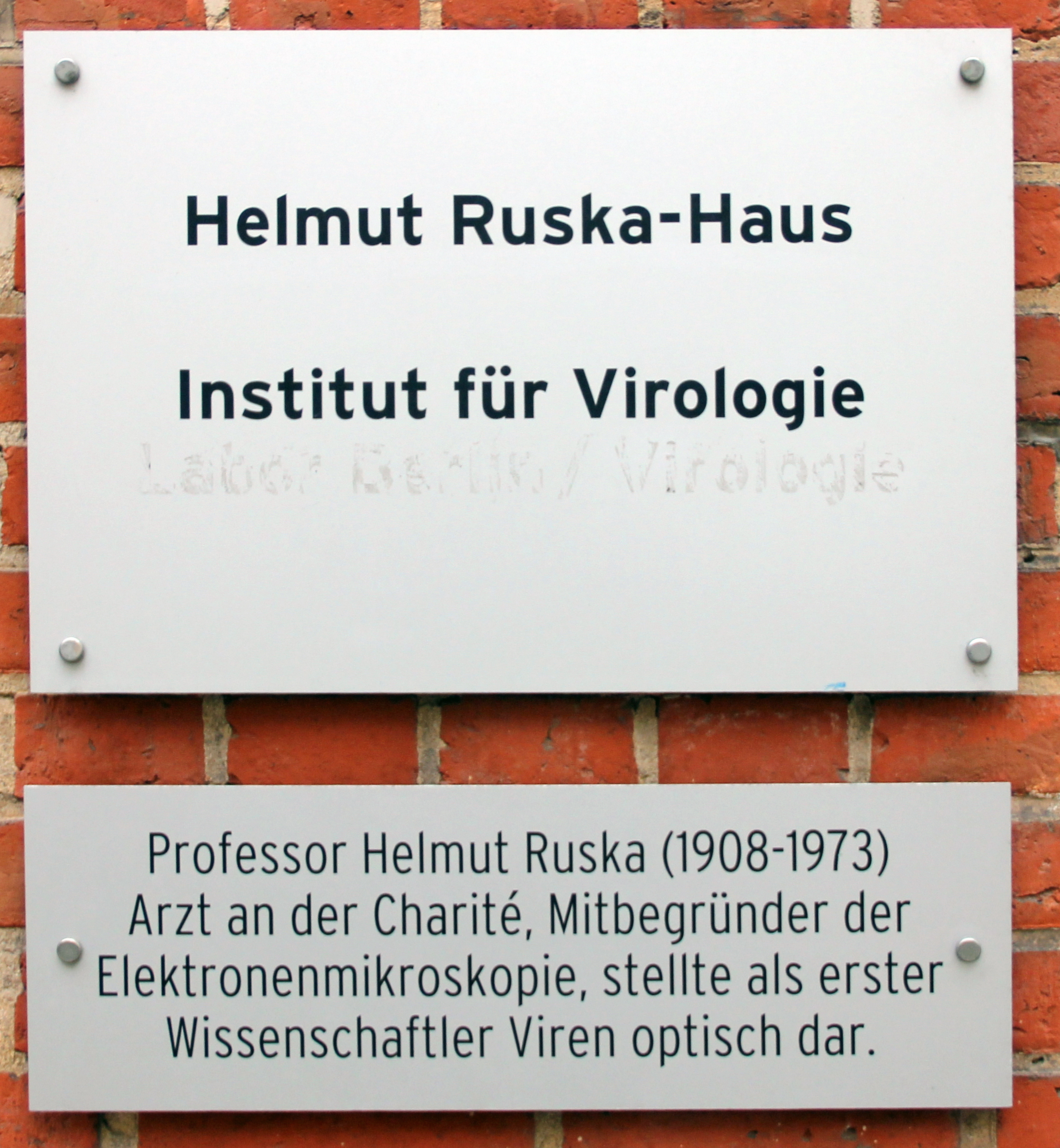
Placa comemorativa em Rahel-Hirsch-Weg, Berlin-Mitte

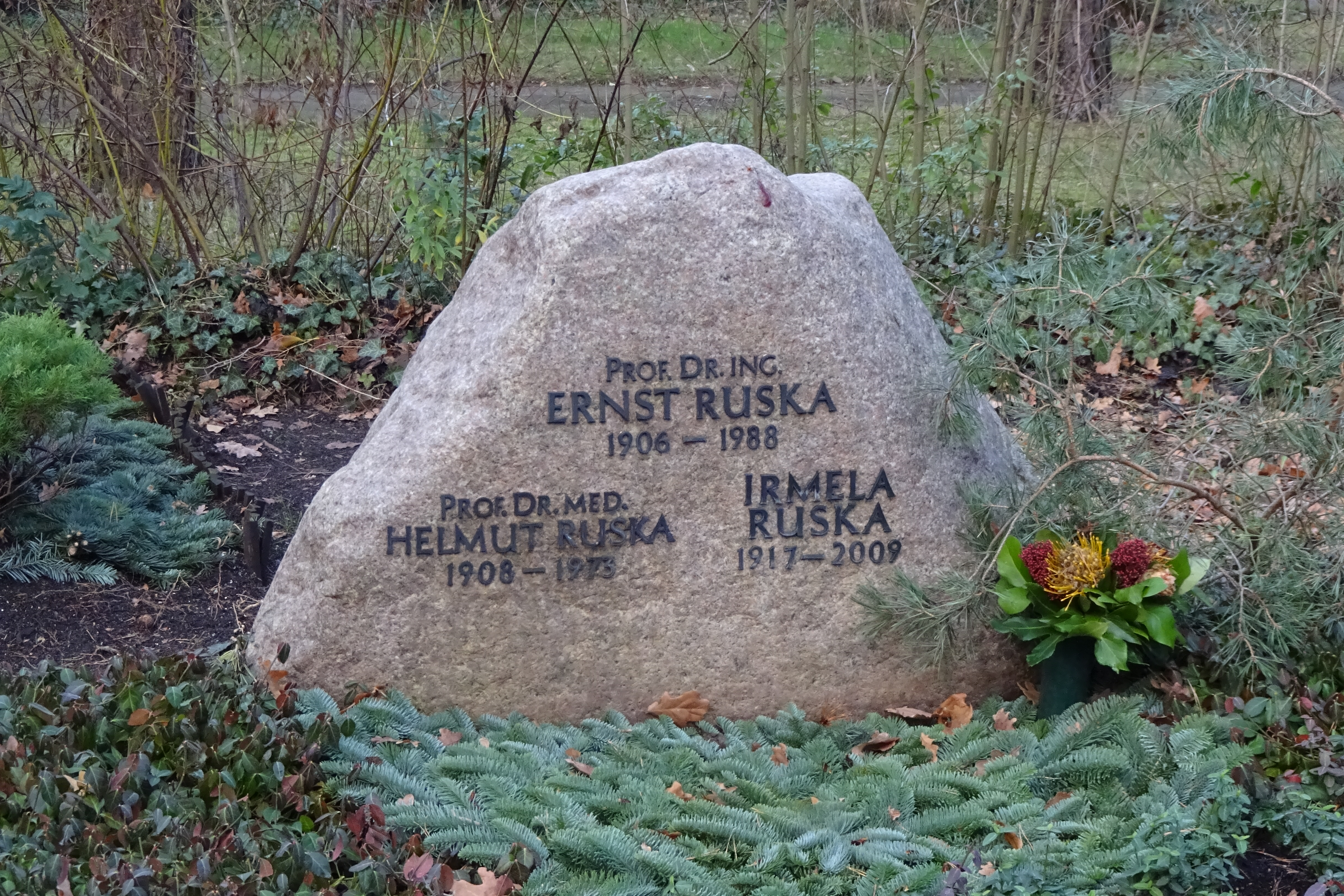
Sepultura de Ernst Ruska e Helmut Ruska no Waldfriedhof Zehlendorf

Helmut Philipp Georg Ruska (Heidelberg, 7 de junho de 1908 — Düsseldorf, 30 de agosto de 1973) foi um médico e pioneiro da microscopia eletrônica alemão.

## Vida
Filho do orientalista Julius Ruska (1867-1949) e Elisabeth Ruska née Merx (1874-1945). De 1927 a 1932 estudou medicina em Munique, Innsbruck, Berlim e Heidelberg. Obteve um doutorado orientado por Ludolf von Krehl. A partir de 1936 foi assistente de Richard Siebeck (1883-1965) na I Clínica Médica da Charité em Berlim, foi especialista em clínica médica em 1940, e a partir de 1943 trabalhou na Clínica Médica em Heidelberg. No mesmo ano obteve a habilitação em Berlim com um trabalho sobre a morfologia de bacteriófagos.
Entre 1938 e 1945 Helmut Ruska foi chefe do Laboratório de Microscopia Eletrônica Aplicada na Siemens & Halske AG, Berlim-Spandau, e a partir de 1944 na ilha de Riems. Em 1939 surgiu sua primeira publicação abrangente sobre a estrutura dos vírus (Arch. Ges. Virusforsch., 1:155-69), em 1943 propôs a taxonomia dos vírus de acordo com critérios morfológicos (Arch. ges. Virusforsch., 2:480-98).
De 1948 a 1951 Ruska foi professor na Universidade de Berlim, chefe do Departamento de Micro-morfologia da Academia de Ciências da Alemanha Oriental em Berlim-Buch e no Instituto Fritz Haber da Sociedade Max Planck em Berlin-Dahlem. De 1952 a 1958 foi chefe do Departamento de Micro-morfologia do New York State Department of Health, com trabalho simultâneo no Sloan-Kettering-Institute for Cancer Research e Professor Associado da Union University em Albany (Nova Iorque). A partir de 1958 foi diretor do Institut für Biophysik und Elektronenmikroskopie Academia de Medicina de Dusseldorf, que foi convertida em 1965 para a Universidade de Düsseldorf.
Está sepultado ao lado de seu irmão Ernst Ruska no Waldfriedhof Zehlendorf (sepultura seção XX-AW 51) em Zehlendorf, Berlim.

## Condecorações e associações
- 1956 Prêmio Aronson em Berlim.
- 1962 eleito membro da Sociedade Max Planck.
- 1970 recebeu o Prêmio Paul Ehrlich e Ludwig Darmstaedter juntamente com seu irmão Ernst Ruska.
- 1973 eleito membro da Academia Leopoldina.[1]